# Centre-Val de Loire
Centre-Val de Loire je jeden z 13 francouzských metropolitních regionů. 

## Poloha

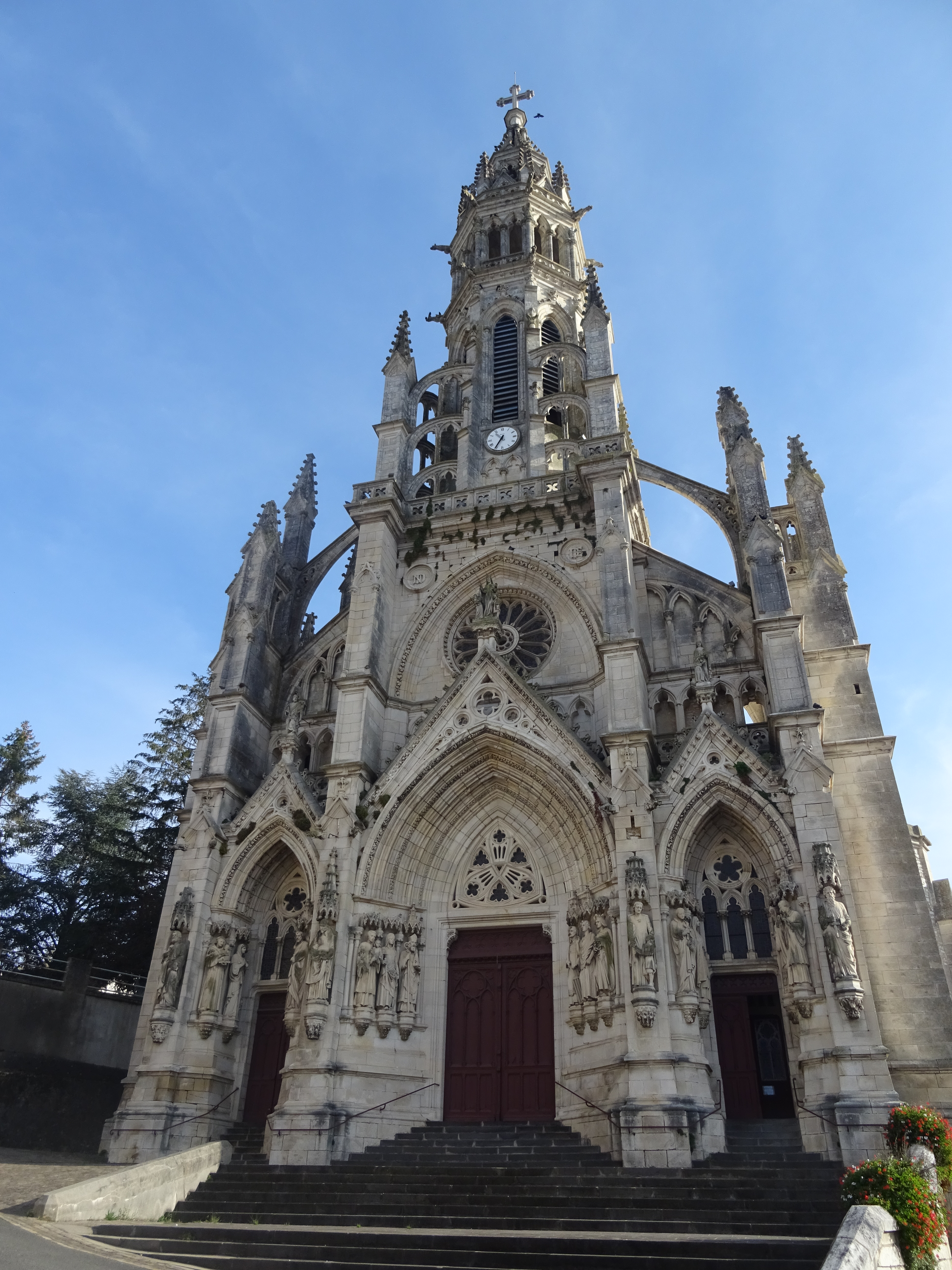
Bazilika Notre-Dame-des-Enfants (Châteauneuf-sur-Cher v Centre-Val de Loire)

Nachází se přibližně uprostřed Francie. Je to region plný hradů a zámků (např. Chenonceau, Chambord, Cheverny, Amboise, Langeais a Villandry). Hlavním městem regionu je Orléans, ale největším městem je Tours. 

## Bývalé provincie
Region je složený z bývalých francouzských provincií Orléanais, Touraine, Berry a z části Perche. Severovýchodně od Centre-Val de Loire se nachází stávající region Île-de-France, ve kterém leží Paříž. 

## Řeky
Regionem protéká řeka Loira.

## Departementy
- Cher
- Eure-et-Loir
- Indre
- Indre-et-Loire
- Loir-et-Cher
- Loiret

## Významná města
- Blois
- Bourges
- Chartres
- Châteauroux
- Dreux
- Fleury-les-Aubrais
- Joué-lès-Tours
- Orléans
- Tours
- Vierzon